# FMA 20 El Boyero
FMA 20 Эль Бойеро (исп. FMA 20 El Boyero, «Пастух») — лёгкий двухместный самолёт общего назначения, выпускавшийся в Аргентине компанией FMA (в 2009 году сменила название на FAdeA) с 1949 по 1951 год.

## История
Впервые проект туристического самолёта был представлен аргентинскими инженерами в 1939 году. В середине 1940 года был построен первый прототип, получивший обозначение FMA 20 (IAe.20). Самолёт выполнен по схеме моноплана с высоко расположенным крылом, закрытой кабиной и неубираемым шасси. Корпус самолёта выполнялся из металла и дерева. Двигатель Continental A-65-8 — поршневой, двуцилиндровый, мощностью 65 л. с. (27 кВт), расположен в носовой части самолёта.
Самолёт, получивший название 20 El Boyero, совершил первый полёт 2 ноября 1940 года. Организовать серийное производство FMA 20 долго не удавалось, так как военное ведомство не горело желанием выделять средства на гражданский самолёт во время продолжавшейся Второй Мировой войны, и в итоге права на производство были проданы аргентинской компании Sfreddo y Paolini, которая, в свою очередь, продала их Petrolini Hermanos. После войны эта фирма получила заказ на производство 150 самолётов от аргентинского правительства. Поставки начались в январе 1949. Самолёты были распределены между аэроклубами Аргентины и ВВС, которые использовали их в качестве самолёта-разведчика.

## Тактико-технические характеристики
Источник данных: 

Технические характеристики
- Экипаж: 2
- Длина: 7,10 м
- Размах крыла: 11,50 м
- Высота: 1,80 м
- Площадь крыла: 17,70 м²
- Масса пустого: 225 кг
- Максимальная взлётная масса: 500 кг
- Силовая установка: 1 × Continental A-65-8
- Мощность двигателей: 1 × 65 л.с.

Лётные характеристики
- Максимальная скорость: 160 км/ч
- Крейсерская скорость: 145 км/ч
- Практическая дальность: 650 км
- Практический потолок: 4000 м